# Кэссиди, Джилл
Джилл Кэссиди (англ. Jill Kassidy; род. 18 февраля 1996 года в Далласе, Техас, США) — американская порноактриса. Лауреат премии AVN Awards в категории «Лучшая новая старлетка» (2018).

## Карьера
Имеет французско-немецко-ирландские корни, а также происхождение из коренных народов США. Во время обучения в старшей школе (несколько классов) занималась чирлидингом и подрабатывала в ресторане Applebee’s. Вместе со своим парнем переехала в Сан-Антонио, где работала в компании по продаже таймшеров. Работала в кофейне Starbucks, в ресторанах, а также в качестве хостес.
Ещё в 17 лет начала задумываться о съёмках в порно. Через два года начала искать в Лос-Анджелесе агентства талантов, в результате чего вошла в контакт с LA Direct Models. Но её парень не позволил ей сниматься в порно и поэтому она решает с ним расстаться. Четыре месяца спустя после расставания связалась с агентом LA Direct Models. Начала карьеру в конце июня 2016 года в возрасте 20 лет. Её первые съёмки были для сайта Net Video Girls.
Снимается для студий Brazzers, Elegant Angel, Evil Angel, Jules Jordan Video, Kick Ass Pictures, MET-Art, Pure Taboo, Reality Kings, Twistys.com и других.
В 2017 году снялась в фотосессии для юбилейного издания журнала Hustler. В июле 2019 года Джилл стала «Вишенкой месяца» (Cherry of the Month) порносайта Cherry Pimps. В сентябре этого же года стала красоткой месяца (Babe of the Month) студии Bang!. В начале января 2020 года выбрана Cherry Pimps в качестве «Вишенки года» (Cherry of the Year).
В конце января 2018 года стала обладательницей премии AVN Awards в категории «Лучшая новая старлетка». За актёрскую работу в фильме Half His Age: A Teenage Tragedy была награждена в конце июня 2018 года премией XRCO Award.
По данным сайта IAFD на октябрь 2018 года, снялась в более чем 156 порнофильмах.

## Награды и номинации
| Год  | Награда          | Результат | Категория                                                                                                 | Фильм                                           |
| ---- | ---------------- | --------- | --- | ----------------------------------------------- |
| 2017 | AVN Award        | Номинация | Награда поклонников: самый горячий новичок                                                                | н/д                                             |
| 2018 | AVN Award        | Номинация | Лучшая актриса                                                                                            | Half His Age: A Teenage Tragedy                 |
| 2018 | AVN Award        | Победа    | Лучшая новая старлетка                                                                                    | н/д                                             |
| 2018 | AVN Award        | Номинация | Лучшая оральная сцена (вместе с Айком Дизелем)                                                            | I Just Wanna Suck You Dry                       |
| 2018 | AVN Award        | Номинация | Лучшая сцена секса парень/девушка (вместе с Чарльзом Дерой)                                               | Half His Age: A Teenage Tragedy                 |
| 2018 | AVN Award        | Номинация | Лучшая сцена триолизма (Д/Д/П) (вместе с Кристен Скотт и Чарльзом Дерой)                                  | Half His Age: A Teenage Tragedy                 |
| 2018 | Fleshbot Award   | Номинация | Исполнительница года                                                                                      | н/д                                             |
| 2018 | Fleshbot Award   | Номинация | Лучшая новая старлетка                                                                                    | н/д                                             |
| 2018 | Fleshbot Award   | Победа    | Лучшая оральная сцена                                                                                     | I Just Wannt Suck You Dry                       |
| 2018 | NightMoves Award | Номинация | Лучшее тело                                                                                               | н/д                                             |
| 2018 | NightMoves Award | Номинация | Социальная медиазвезда                                                                                    | н/д                                             |
| 2018 | Pornhub Award    | Номинация | Трое — это компания — лучшая исполнительница триолизма                                                    | н/д                                             |
| 2018 | XBIZ Award       | Номинация | Лучшая актриса — полнометражный фильм                                                                     | Half His Age: A Teenage Tragedy                 |
| 2018 | XBIZ Award       | Номинация | Лучшая новая старлетка                                                                                    | н/д                                             |
| 2018 | XBIZ Award       | Номинация | Лучшая сцена секса — полнометражный фильм (вместе с Кристен Скотт, Смоллом Хэндсом и Чарльзом Дерой)      | Half His Age: A Teenage Tragedy                 |
| 2018 | XBIZ Award       | Номинация | Лучшая сцена секса — только секс (вместе с Райаном Дриллером)                                             | Covergirls Blonde Seduction                     |
| 2018 | XCritic Award    | Номинация | Лучшая актриса                                                                                            | The Psychiatrist                                |
| 2018 | XCritic Award    | Номинация | Лучшая новая старлетка                                                                                    | н/д                                             |
| 2018 | XCritic Award    | Номинация | Лучшая лесбийская сцена (вместе с Уитни Райт)                                                             | Unleashed                                       |
| 2018 | XCritic Award    | Победа    | Лучшая лесбийская сцена (вместе со Скарлетт Сэйдж, Хани Голд, Эдин Блэр и Элизой Джейн)                   | Unleashed                                       |
| 2018 | XRCO Award       | Победа    | Лучшая актриса                                                                                            | Half His Age: A Teenage Tragedy                 |
| 2018 | XRCO Award       | Номинация | Новая старлетка года                                                                                      | н/д                                             |
| 2019 | AVN Award        | Номинация | Исполнительница года                                                                                      | н/д                                             |
| 2019 | AVN Award        | Номинация | Лучшая лесбийская групповая сцена (вместе со Скарлетт Сэйдж, Хани Голд и Элизой Джейн)                    | Unleashed                                       |
| 2019 | AVN Award        | Номинация | Лучшая лесбийская сцена (вместе с Арианой Мари)                                                           | Ariana Marie: A Little Bit Harder               |
| 2019 | AVN Award        | Номинация | Лучшая оральная сцена (вместе с Джиллиан Джансон и Майком Адриано)                                        | Swallowed 11                                    |
| 2019 | AVN Award        | Номинация | Лучшая сцена группового секса (вместе с Жаном Валь Жаном, Мелиссой Мур и Райли Рид)                       | New Year’s Kiss                                 |
| 2019 | AVN Award        | Номинация | Лучшая сцена секса в виртуальной реальности (вместе с Бренной Спаркс, Катей Родригес и Райаном Дриллером) | Do You Wanna Play Truth or Dare?                |
| 2019 | AVN Award        | Номинация | Лучшая сцена секса парень/девушка (вместе с Томми Пистолом)                                               | Future Darkly                                   |
| 2019 | AVN Award        | Номинация | Лучшая сцена триолизма (Д/Д/П) (вместе с Беллой Роуз и Маркусом Дюпри)                                    | Ultimate Fuck Toy: Jill Kassidy                 |
| 2019 | Fleshbot Award   | Победа    | Лучшая лесбийская сцена (вместе с Арианой Мари)                                                           | Ariana Marie: A Little Bit Harder               |
| 2019 | Fleshbot Award   | Номинация | Лучшая сцена парень/девушка (вместе с Томми Пистолом)                                                     | Future Darkly: Artifamily                       |
| 2019 | NightMoves Award | Номинация | Лучшее тело                                                                                               | н/д                                             |
| 2019 | XBIZ Award       | Номинация | Лучшая актриса — фильм-табу                                                                               | Future Darkly: Artifamily                       |
| 2019 | XBIZ Award       | Номинация | Лучшая сцена секса — виртуальная реальность (вместе с Бренной Спаркс, Катей Родригес и Райаном Дриллером) | Do You Wanna Play Truth or Dare?                |
| 2019 | XBIZ Award       | Номинация | Лучшая сцена секса — табу (вместе с Томми Пистолом)                                                       | Future Darkly: Artifamily                       |
| 2019 | XBIZ Award       | Номинация | Лучшая сцена секса — табу (вместе с Томми Ганном)                                                         | It’s A Daddy Thing 8                            |
| 2019 | XBIZ Award       | Номинация | Лучшая сцена секса — табу (вместе с Алексис Фоукс и Дерриком Феррари)                                     | Keeping Mom Happy                               |
| 2019 | XBIZ Award       | Номинация | Лучшая сцена секса — только девушки (вместе с Уитни Райт)                                                 | The Governess                                   |
| 2020 | AVN Award        | Номинация | Лучшая лесбийская групповая сцена (вместе с Адрией Рэй и Пейдж Оуэнс)                                     | Bad Behavior (из Naughty in Bed)                |
| 2020 | AVN Award        | Номинация | Лучшая сцена триолизма (Д/Д/П) (вместе с Бамбино и Китти Каррерой)                                        | Pretty and Raw: Carnal Threesomes               |
| 2021 | AVN Award        | Номинация | Лучшая сцена триолизма (Д/Д/П) (вместе с Адрианой Чечик и Броком Купером)                                 | Between Besties                                 |
| 2021 | Fleshbot Award   | Номинация | Лучшее присутствие на фан-сайте                                                                           | н/д                                             |
| 2022 | AVN Award        | Номинация | Лучшая блоубэнг-сцена                                                                                     | Jill Kassidy Sucks Three Cocks at the Same Time |
| 2022 | XBIZ Award       | Номинация | Лучшая сцена секса — виньетка (вместе с Миком Блу)                                                        | Up to and Including Her Limits                  |
| 2023 | AVN Award        | Номинация | Лесбийская исполнительница года                                                                           | н/д                                             |
| 2023 | AVN Award        | Победа    | Лучшая лесбийская групповая сцена (вместе с Джианной Диор и Наталией Никс)                                | Close Up                                        |
| 2023 | XRCO Award       | Номинация | Лесбийская исполнительница года                                                                           | н/д                                             |
| 2024 | AVN Award        | Номинация | Лучшая лесбийская групповая сцена (вместе с Джуэлз Блу и Элизой Ибаррой)                                  | My Girlfriend’s Yoga Roommate                   |
| 2024 | XBIZ Award       | Номинация | Лесбийская исполнительница года                                                                           | н/д                                             |
| 2025 | AVN Award        | Номинация | Лучшая лесбийская сцена (вместе с Молли Литтл)                                                            | Natural Beauty                                  |

## Избранная фильмография
| - 2016 — Amateurs Wanted 7 - 2016 — Diary of a Teenage Girl 2 - 2016 — I Like My New Stepsister - 2016 — It’s the Girl Next Door 2 - 2016 — Sex On Trains - 2016 — Terrible Teens - 2017 — Amateur POV Auditions 27 - 2017 — Boss Bitches - 2017 — Burning Desires 2 - 2017 — Dirty Family - 2017 — Faces Covered 3 - 2017 — Fill Me Up! 2 - 2017 — Half His Age: A Teenage Tragedy - 2017 — It’s a Sister Thing! 2 | - 2017 — Laura - 2017 — My Lesbian Mentor - 2017 — Natural Beauties 4 - 2017 — Obsession - 2017 — Young Tight Sluts 4 - 2018 — All I Want Is Daddy - 2018 — Erotic Affairs 2: The Good Neighbor - 2018 — Gym Teacher - 2018 — It’s A Daddy Thing! 8 - 2018 — Lesbian Lessons 2 - 2018 — Lesbian Stepsisters 6 - 2018 — Mandingo Massacre 14 - 2018 — Super Cute 8 - 2018 — Ultimate Fuck Toy: Jill Kassidy |